# 木ノ元地蔵尊木元寺
木ノ元地蔵尊木元寺（きのもとじぞうそんもくげんじ）は、兵庫県西宮市名塩木之元にある寺院。宗派は西山浄土宗で、本尊は阿弥陀如来。